# Europa Rad

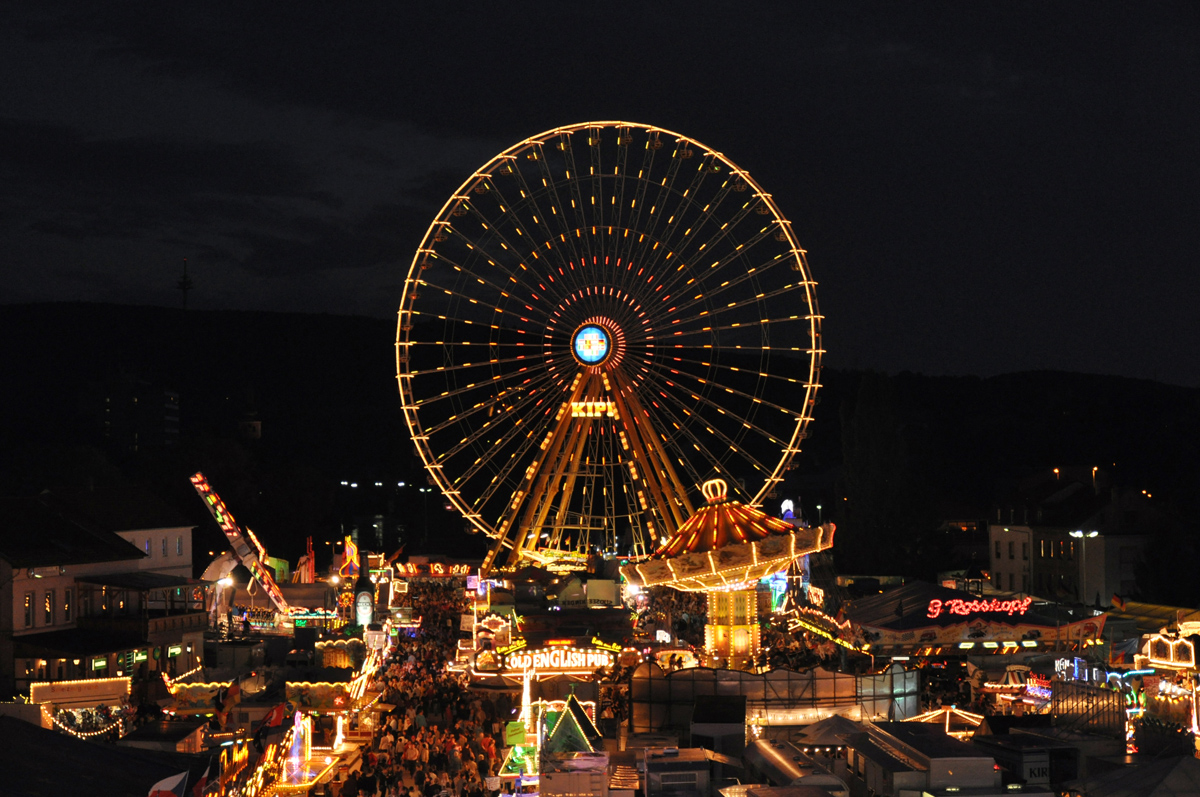
Europa Rad

Das Europa Rad der Schaustellerfirma Kipp & Sohn aus Bonn ist das höchste transportable Riesenrad der Welt mit offenen und drehbaren Gondeln.
Gebaut wurde das Riesenrad von der niederländischen Firma Nauta Bussink nach den Vorstellungen des Bonner Schaustellers Willi Kipp.
Im Gegensatz zu anderen Riesenrädern dieses Typs verfügt es über eine wesentlich höhere Anzahl von Speichen, wodurch das Riesenrad „voller“ wirkt. Die Premiere fand 1992 in Aachen auf dem Frühjahrsbend statt.
Die benötigte Stellfläche des Riesenrades beträgt 25 Meter in der Breite und 20 Meter in der Tiefe; die Gesamthöhe wird vom Betreiber mit 55 Metern angegeben. In den insgesamt 42 Gondeln finden bis zu 252 Personen Platz. Zum Transport des Europa Rades werden 20 Spezialfahrzeuge und ein mobiler 120-Tonnen-Kran benötigt.
Am 13. September 2017 ereignete sich in Bonn ein tödlicher Unfall, als ein Arbeiter bei Abbauarbeiten am Riesenrad aus 27 m Höhe herabgestürzt ist.
Ab dem Jahr 2025 ist ein permanenter Stellplatz des Riesenrades in Italien geplant.